# Les Régates à Sainte-Adresse
Les Régates à Sainte-Adresse est un tableau réalisé par le peintre impressionniste Claude Monet en 1867.